# Joaquim Proença Dionísio
Joaquim Proença Dionísio (Cimbres, 11 de setembro de 1968) é um prelado português da Igreja Católica, atual bispo auxiliar do Porto.

## Biografia
Depois de concluir os estudos no Seminário Maior de Lamego, obteve a licenciatura em teologia sistemática no Instituto Católico de Paris.
Foi ordenado padre em 31 de julho de 1993, na Sé de Lamego, pelo bispo António de Castro Xavier Monteiro sendo incardinado na Diocese de Lamego.
Após sua ordenação, foi vigário paroquial de Santa Maria Madalena em Gouviães, de São Pedro em Tarouca e de São João em Tarouca, até 1995; professor no Seminário de Lamego e no Instituto Superior de Teologia de Viseu, entre 2002 e 2005, quando foi nomeado diretor do Centro Diocesano de Promoção Social, cargo que ocupou até 2014. Foi, também, pároco de Santíssimo Salvador na Penajoia (entre 2002 e 2013) e de São Silvestre em Britiande (de 2017 a 2020); reitor do Seminário Maior de Lamego, entre 2013 e 2020, diretor do Semanário Diocesano, da Comissão Diocesana para as Vocações e Ministérios, da Escola Profissional de Lamego e do Centro de Estudos para a Formação de Agentes Pastorais, além de membro do Capítulo dos Cônegos e do Colégio dos Consultores.
Além disso, atuou como capelão das comunidades de língua portuguesa na Alemanha e na França. Até sua nomeação como bispo auxiliar do Porto, era Reitor do Santuário de Nossa Senhora da Lapa e pároco do concelho de Sernancelhe.
Em 26 de maio de 2023, o Papa Francisco o nomeou como bispo auxiliar da Diocese do Porto, atribuindo-lhe a sé titular de Parthenia. Sua consagração ocorreu em 16 de julho seguinte, na Sé de Lamego, por Dom António José da Rocha Couto, S.M.P., bispo de Lamego, coadjuvado por Dom José Ornelas Carvalho, S.C.I., bispo de Leiria-Fátima e presidente da Conferência Episcopal Portuguesa e por Dom Manuel da Silva Rodrigues Linda, bispo do Porto.